# Будённовск
Будённовск — город в Ставропольском крае России, административный центр Будённовского муниципального округа.

## Название
Город назван в честь советского военачальника Семёна Михайловича Будённого.
Прежние названия
- 1799 год — по Указу Павла I поселение получило статус города с «наименованием оного Святой Крест» (при этом некоторое время продолжало использоваться и прежнее армянское название населённого пункта Карабаглы[8]).
- 1921 год — 28 декабря решением коллегии НКВД РСФСР город Святой Крест переименован в город Прикумск.
- 1935 год — постановлением ЦИК СССР от 29 апреля город Прикумск переименован в Будённовск.
- 1957 год — 14 ноября в связи с выходом постановления о запрете называть населённые пункты именами здравствующих вождей город Будённовск переименован в Прикумск.
- 1973 год — постановлением Президиума ВС РСФСР от 30 ноября город Прикумск переименован в Будённовск[9].

Первое название города «Святой Крест» является преемственным от русской крепости Святого Креста, основанной Петром I в низовьях Терека в 1722 году и заселённой казаками, переведёнными из города Терка «Второго» (заложенного ещё в 1588 году). В 1736 году крепость Святого Креста была брошена. Название крепости Святого Креста в свою очередь ведёт преемственность от некогда существовавшей здесь греческой колонии Ставрополис (в переводе — «город креста»).

## География
Расположен на реке Кума, в 170 км восточнее Ставрополя. Две железнодорожные станции на ветках до станций Минеральные Воды и Ставрополь. Ближайший международный аэропорт находится в городе Минеральные Воды (125 км по автотрассе) и в Ставрополе Шпаковское (аэропорт) (200 км по автотрассе)
Будённовск расположен на Северном Кавказе в переходной зоне от степи к полупустыне, в спорном буфере между Европой и Азией. Рельеф равнинный, холмистый.
Климат
Климат засушливый, умеренно континентальный. Лето длится с мая по сентябрь, зима — со второй декады декабря до конца февраля—начала марта.
- Среднегодовая температура воздуха — 11,3 °C.
- Относительная влажность воздуха — 73 %.
- Средняя скорость ветра — 2,8 м/с.[12]

| Показатель                    | Янв. | Фев.  | Март  | Апр. | Май  | Июнь | Июль | Авг. | Сен. | Окт.  | Нояб. | Дек.  | Год   |
| ----------------------------- | ---- | ----- | ----- | ---- | ---- | ---- | ---- | ---- | ---- | ----- | ----- | ----- | ----- |
| Абсолютный максимум, °C       | 17,2 | 20,3  | 26,3  | 34,2 | 36,7 | 40,4 | 43,8 | 41,2 | 39,4 | 32,9  | 23,9  | 16,4  | 43,8  |
| Средний суточный максимум, °C | 1,0  | 2,5   | 9,5   | 17,6 | 24,2 | 29,9 | 32,9 | 32,1 | 25,6 | 17,3  | 8,1   | 2,8   | 17,0  |
| Средняя температура, °C       | −2,4 | −1,7  | 4,0   | 10,9 | 17,3 | 22,6 | 25,6 | 24,8 | 18,7 | 11,6  | 4,1   | −0,5  | 11,3  |
| Средний суточный минимум, °C  | −5,3 | −5    | 0,0   | 5,1  | 11,0 | 15,8 | 18,8 | 18,2 | 13,0 | 7,3   | 0,9   | −3,2  | 6,4   |
| Абсолютный минимум, °C        | −34  | −36,5 | −29,5 | −9,8 | −2,9 | 3,6  | 6,4  | 2,9  | −3,6 | −17,8 | −33   | −29,7 | −36,5 |
| Норма осадков, мм             | 27   | 22    | 32    | 41   | 52   | 50   | 38   | 38   | 35   | 34    | 30    | 31    | 430   |
| Источник:                     |      |       |       |      |      |      |      |      |      |       |       |       |       |

## История
В 1795 году на месте покинутого переселенцами из Саратовской губернии населённого пункта Старые Мажары, появилось армянское торгово-ремесленное поселение, впоследствии получившее название Карабаглы.
28 октября 1799 года российский император Павел I подписал жалованную грамоту, согласно которой армянским переселенцам из Дербента на льготных условиях разрешалось основать город на месте, где были Старые Маджары, и назвать его Святой Крест. Официальное название вплоть до конца XIX века обычно сопровождалось и армянским — Карабаглы. В 1849 года армяне получили право иметь свой национальный суд. По состоянию на 1859 год в городе жило 3839 человек (все армяне), которые занимались преимущественно торговлей, разведением виноградников и виноделием. В городе на тот момент имелись две армянские церкви. Издание «Кавказский край: Природа и люди» (1895 год), говоря о садоводстве и виноградарстве Северного Кавказа, отмечало что своими виноградниками отличались селения Маслов-Кут, Бургун-Маджары, Прасковея, Владимировка и город Святой крест. Население этих поселений большей частью было армянским, и именно оно и начало здесь впервые культивировать виноградную лозу.
С 1827 года — заштатный город Ставропольской губернии.
В 1873 году в заштатном городе было три армянских церкви, училище, 12 лавок, 40 винных погребов, водяная мельница, 471 дом. Число жителей 3783 (1945 мужчин и 1838 женщин).
Газета «Кавказ» в 1881 году упомянула заштатный город Святого Креста, отметив что он был населён армянами
Однако заселение проходило крайне медленно и неохотно и город долгое время представлял собой небольшой посёлок. Толчок к развитию города дали основание в 1883 православного Мамай-Маджарского Воскресенского монастыря и значительный приток русских и украинских колонистов. В 1910 году получил статус уездного города.
В 1920 году город Святой Крест был переименован в Прикумск (по расположению на реке Кума), а в 1935 году — в Будённовск (по фамилии советского военачальника Семёна Михайловича Будённого, посетившего Прикумье в том же году). В 1957 городу возвращено название Прикумск, а в 1973 году он снова был переименован в Будённовск. 26 апреля 1962 года Прикумск получил статус города краевого подчинения.
В советский период Будённовск становится крупным промышленным и культурным центром восточной части Ставропольского края, особенное развитие получила химическая промышленность.
В июне 1995 года подвергся нападению банды под руководством Шамиля Басаева, которое вызвало широкий общественный резонанс по всей стране.
Вместе с другими городами Ставропольского края Ставрополем, Пятигорском, Кисловодском, Железноводском и Георгиевском Будённовск был включён в список исторических городов Российской Федерации.
С 11 июля 2010 года городской округ город Будённовск был преобразован в городское поселение и включён в состав Будённовского района, статус города краевого значения при этом был сохранён.
До 16 марта 2020 года город образовывал упразднённое городское поселение город Будённовск.

## Население
| 1833    | 1873    | 1877    | 1881    | 1897    | 1909    | 1910    | 1913    | 1923    | 1926    | 1931    | 1939    | 1959    |
| ------- | ------- | ------- | ------- | ------- | ------- | ------- | ------- | ------- | ------- | ------- | ------- | ------- |
| 200     | ↗3783   | ↘3100   | ↗3265   | ↗6583   | ↗14 852 | ↗15 100 | ↗17 300 | ↘13 624 | ↗15 775 | ↗17 900 | ↗23 150 | ↗27 895 |
| 1967    | 1970    | 1979    | 1986    | 1987    | 1989    | 1990    | 1991    | 1992    | 1993    | 1994    | 1995    | 1996    |
| ↗33 000 | ↗35 768 | ↗45 568 | ↗52 000 | →52 000 | ↗55 350 | ↗56 475 | ↗57 621 | ↗58 867 | ↗59 812 | ↗60 458 | ↗61 704 | ↗63 244 |
| 1997    | 1998    | 1999    | 2000    | 2001    | 2002    | 2003    | 2004    | 2005    | 2006    | 2007    | 2008    | 2009    |
| ↗63 889 | ↗64 277 | ↗64 720 | ↗64 969 | ↗65 313 | ↗65 687 | ↘65 578 | ↗65 712 | ↘65 555 | ↘65 384 | ↗65 489 | ↘65 224 | ↘65 190 |
| 2010    | 2011    | 2012    | 2013    | 2014    | 2015    | 2016    | 2017    | 2018    | 2019    | 2020    | 2021    | 2023    |
| ↘64 624 | ↗64 728 | ↘64 676 | ↘64 176 | ↘63 644 | ↘63 338 | ↘62 964 | ↘62 715 | ↘62 495 | ↘62 073 | ↘61 329 | ↘58 103 | ↘57 121 |
| 2024    |         |         |         |         |         |         |         |         |         |         |         |         |
| ↘56 488 |         |         |         |         |         |         |         |         |         |         |         |         |

На 1 января 2024 года по численности населения город находился на 284-м месте из 1119 городов Российской Федерации.
Гендерный состав
В 1873 году из 3783 жителей — 1945 мужчин и 1838 женщин.
В 1909 году 7336 мужчин на 7516 женщин.
По итогам переписи населения 2010 года проживали 30 918 мужчин (47,84 %) и 33 706 женщин (52,16 %).
Национальный состав
По итогам переписи населения 2010 года проживали следующие национальности (национальности менее 1 %, см. в сноске к строке «Другие»):
| Национальность | Численность | Процент |
| -------------- | ----------- | ------- |
| Русские        | 54 993      | 85,10   |
| Армяне         | 4615        | 7,14    |
| Даргинцы       | 771         | 1,19    |
| Украинцы       | 702         | 1,09    |
| Другие         | 3543        | 5,48    |
| Итого          | 64 624      | 100,00  |

По итогам переписи населения 2020 года проживали следующие национальности (национальности менее 1 % и другое, см. в сноске к строке «Другие»):
| Национальность | Численность, чел. | Доля     |
| -------------- | ----------------- | -------- |
| Русские        | 48 573            | 83,60 %  |
| Армяне         | 2902              | 4,99 %   |
| Даргинцы       | 1187              | 2,04 %   |
| Другие         | 5441              | 9,36 %   |
| Итого          | 58 103            | 100,00 % |

## Религия
Русская православная церковь
- Церковь Казанской иконы Божией Матери[64]
- Храм «Воскресение Словущее»[64]

Армянская Апостольская церковь
- Церковь Сурб Хач (Святой Крест)
- Церковь Сурб Арутюн (Святого Воскресения)

## Местное самоуправление
- Основной документ местного самоуправления — устав города Будённовска[65].

Дума города Будённовска (представительный орган местного самоуправления) избирается в составе 21 депутата на пятилетний срок.
Председатели думы:
- с 2006 года по март 2007 года — Юрченко Александр Юрьевич
- с марта 2007 года по октябрь 2010 года — Козлов Дмитрий Владимирович
- с октября 2010 года — по сентябрь 2015 года — Юрченко Александр Юрьевич
- c сентября 2015 года по сентябрь 2017 года — Рашевский Сергей Владимирович
- с декабря 2017 года и по настоящее время — Беспалов Геннадий Борисович

Администрация города Будённовска (исполнительно-распорядительный орган местного самоуправления)
Главы администрации города:
- с июля по декабрь 2010 года — Шевченко Валерий Вячеславович, и. о. главы администрации[66].
- с декабря 2010 года по сентябрь 2015 года — Шевченко Валерий Вячеславович, глава администрации[66]
- с 25 ноября 2015 года по 31 октября 2018 года — Шевченко Валерий Вячеславович, глава города (возглавлял местную администрацию)[66]

Главы города:
- Юрченко Александр Юрьевич — с марта 2007 года и с октября 2010 года, два срока)
- Шевченко Валерий Вячеславович — с 25 ноября 2015 года по 31 октября 2018 года)
- Богданов Дмитрий Владимирович — с 26 августа 2024 года возглавляет окружную администрацию.

## Образование
Детские сады
- Детский сад № 1 «Ромашка»
- Детский сад № 5 «Семицветик»
- Детский сад № 7 «Аленький цветочек»
- Детский сад № 8 «Звёздочка»
- Детский сад № 8 «Солнечный лучик»
- Детский сад № 9 «Подснежник»
- Детский сад № 14 «Солнышко»
- Детский сад № 15 «Ягодка»
- Детский сад № 18 «Берёзка»
- Детский сад № 19 «Ивушка»
- Детский сад № 20 «Алёнушка»
- Детский сад № 21 «Олимпийский». Открыт 1 октября 1980 года
- Детский сад № 22 «Золотой ключик»
- Детский сад № 23 «Гнёздышко»
- Детский сад № 24 «Радуга»
- Детский сад № 25 «Чебурашка»
- Детский сад № 26 «Золотая рыбка»
- Детский сад № 202 «Золушка»

Школы
- Средняя общеобразовательная школа № 1 с классами углублённого изучения английского языка. Издана книга о школе «Дела и дни одной школы» (Ставропольское книжное издательство, Ставрополь, 1951 год)[67]
- Средняя общеобразовательная школа № 2. Открыта 21 ноября 1930 года[68]
- Средняя общеобразовательная школа № 3
- Средняя общеобразовательная школа № 4
- Средняя общеобразовательная школа № 5
- Средняя общеобразовательная школа № 6
- Гимназия № 7. Открыта 1 сентября 1990 года[69]
- Многопрофильный лицей № 8
- Гимназия № 9. Открыта 1 сентября 1995 года[69]
- Начальная общеобразовательная школа № 10
- Открытая (сменная) общеобразовательная школа
- Казачий кадетский корпус им. Героя РФ Владимира Владимировича Попова[70][71][72]

Учреждения дополнительного образования
- Детская школа искусств. Открыта 1 сентября 1960 года как детская музыкальная школа[69]. Контингент учащихся 400 человек. Преподавание по специальностям: фортепиано, баян, аккордеон, скрипка, народные струнные инструменты, духовые инструменты, вокал.
- Детская художественная школа. Создана в 1971 году. Контингент учащихся 200 человек. Преподавание на отделениях: станковое, декоративное, дошкольное отделение «Отрада».[73].
- Дом детского творчества. Открыт в 1953 году как Дом пионеров[74]. Находится в здании — памятнике архитектуры и градостроительства «Земская управа» (построено 18 декабря 1911 года[75].  261610490930005
- Станция юных техников. Открыта 1 февраля 1975 года[68]
- Три детско-юношеских спортивных школы: детско-юношеская спортивная школа «Атлант». Открыта 1 апреля 1985 года как детско-юношеская спортивная школа добровольного спортивного общества «Урожай»[69]
- Эколого-биологический центр. Открыт 1 декабря 1980 года как станция юного натуралиста[68]
- Центр туризма и краеведения
- Детский дом
- Центр социально-психологической реабилитации[76]

Учреждения профессионального обучения
- Будённовский медицинский колледж[77]. Открыт 11 марта 1980 года как медицинское училище[78]
- Будённовский педагогический колледж[79].
- Филиал Ставропольского кооперативного техникума экономики, коммерции и права[80].
- Политехнический колледж. Открыт 28 мая 1985 года как среднее профессионально-техническое училище № 49[78]
- Центр образования «Прогресс»
- Профессиональное училище № 35. Имеет 9 отделений в сёлах района.

Высшие учебные заведения
- Филиал Института дружбы народов Кавказа"[81].
- Филиал Ставропольского государственного педагогического Института

История
Сельское двухклассное училище. Упоминается в 1898 году.

## Медицинские учреждения
Больницы
- Будённовская центральная районная больница (образована в 1930 году). На территории — родильный дом.
- Краевой центр специализированных видов медицинской помощи № 1 г. Будённовск ГУЗ[83]:

- отделение центра амбулаторного диализа (основан в 2007 г.). Рассчитано на 6 современных аппаратов «Искусственная почка», благодаря которым центр может обслуживать не менее 30 пациентов.

Поликлиники
- Городская поликлиника (основана в 1930 г.)
- Детская поликлиника. Открыта 6 апреля 1983 года[74]
- Женская консультация (основана в 1951 г.)
- Стоматологическая поликлиника
- 48-я гарнизонная поликлиника Северо-Кавказского военного округа"[85].

Диспансеры
- противотуберкулёзный диспансер (основан в 1979 г.)
- психоневрологический диспансер (основан в 1966 г.)
- кожновенерологический диспансер (основан в 1948 г.)
- наркологический диспансер.

Другое
- Станция скорой медицинской помощи. Открыта 20 декабря 1928 года[74]
- Противочумное отделение «Дагестанской противочумной станции»[86].

## Научные учреждения
- Опытно-селекционная станция Ставропольского НИИ сельского хозяйства. Основана в 1912 году[87]
- Опытная станция Новочеркасского института виноградарства.
- Метеостанция № 37061, «Будённовск» (в 9 км от города)[88].
- Институт хлопчатника. Организован в 1930 году. Располагал сетью опытных станций и опорных пунктов по всему югу страны. В то время в крае собирали более 60 тысяч тонн хлопка-сырца. На 1944 год план сбора хлопка по краю был утверждён в размере 5111 тонн[89]. В 1954 году выращивание хлопка на юге было прекращено[90]. Вероятно, тогда же институт и был закрыт.

## Культура
- Краеведческий музей. Открыт в 1992 году. Фонды — 4600 экз. Расположен в здании-памятнике архитектуры и градостроительства «Казначейство» (построено 18 декабря 1911 года[75])
- Городская централизованная библиотечная система (центральная, детская библиотеки и 7 филиалов, 255370 экз. книг), создана в 1979 году. Центральная городская библиотека открыта 27 мая 1914 года[91] (по другим данным — 16 апреля[92])
- Центральная юношеская библиотека. Открыта 20 октября 1987 года[93]
- Дом культуры. Зрительный зал — 500 мест. Коллективы: народный хор ветеранов войны и труда, народный казачий ансамбль русской песни «Рябинушка», народный квартет русских инструментов, народный вокальный ансамбль «Камертон» (образован 30 октября 2000 года[78]), народный инструментальный ансамбль «Прикумье», народный театр «Заря» (образован 22 мая 1959 года[91]), народный театр кукол «Кроха», театральная студия «Зазеркалье». 14 клубов и любительских объединений, в том числе литературное объединение «Лана», клуб бардовской песни[94], творческое объединение «XXI век», студия спортивно-бального танца «Коллибри», агитбригада и др.
- Центр досуга «Радуга» (парк им. Гагарина). Бывший кинотеатр «Комсомолец». Зал — 255 мест. Кружки: «Театр мод», «Макраме», клуб любителей животных «Фауна» и др.
- Народный хор ветеранов войны и труда «Поющие сердца». Образован 24 апреля 1985 года[78]

## Средства массовой информации
- Газета «Вестник Прикумья» (общественно-политическая). Издаётся с марта 1920 года.
- Газета «Твоя газета» (Квартал) (объявления, информация). Издаётся с октября 1998 года.
- Газета «Городская афиша» (объявления). Издаётся с 1999 года.
- Газета «Будённовск — сегодня» (информация). Издаётся с 2000 года. Учредители: администрация города Будённовска.
- Газета «Святой Крест» (православная). Издаётся с 2001 года.
- Газета «Навигатор СК» (объявления). Издаётся с 2003 года.
- Будённовск. ORG — Святокрестовское информационное агентство. Функционирует с июля 2011 года[95].

## Экономика
Промышленность
Будённовск является крупным промышленным центром Ставропольского края. Ведущее место в структуре производства города занимают химическая (производство полиэтилена низкого давления, этилена, бензола нефтяного, пропилена, винилацетата, поролона, полиэтиленовых труб и др.), пищевая (производство молочных продуктов, консервов, хлеба, муки, колбасных изделий) и мебельная промышленность. Экономическое развитие города в наибольшей степени определяется деятельностью следующих крупных промышленных предприятий:
- Химическая промышленность:
  - «Ставролен» — градообразующее предприятие, составляющее экономическую базу города и основу химической отрасли всего региона[96][97]. С 1998 года входит в группу «Лукойл». По данным Министерства промышленности Ставропольского края занимает второе место в России по объёмам производства полиэтилена низкого давления (после «Казаньоргсинтеза» и третье — по объёмам производства полипропилена (после «Нижнекамскнефтехима» и «Томскнефтехима»). Входит в пятёрку крупнейших предприятий Европы, специализирующихся на выпуске аналогичной продукции[98][99][100].
  - «Завод полиэтиленовых труб». Открыт 2 июня 1986 года[75]. Выпускает полиэтиленовые водяные и канализационные трубы различного диаметра. В 2009 году предприятие стало лауреатом выставки-конкурса «Всероссийская Марка (III тысячелетие). Знак качества XXI века» и по результатам экспертизы Российского центра испытаний и сертификации «Ростест-Москва» было удостоено золотого Знака качества, получив право маркировать им свою продукцию в течение двух лет[101].
  - «Аметист—Юг» — завод по производству пенополиуретана (поролона), одно из крупных предприятий химической промышленности Ставропольского края[96][97]. В период с 2006 по 2012 годы несколько раз становился лауреатом и победителем всероссийского конкурса «100 лучших товаров России»[102].
- Пищевая промышленность:
  - «БудённовскМолПродукт» (закрыто).
  - «Российская пивоваренная компания имени А. Г. Арзиманова» (производство пива и безалкогольных напитков).
  - «ДЮК» — одно из крупнейших мясоперерабатывающих предприятий в Ставропольском крае. Основано в 2001 году. Продукция мясокомбината (колбасные и мясные изделия, полуфабрикаты) входила в программу «100 лучших товаров России» в 2007 году, была удостоена различных наград на международной выставке мясной промышленности IFFA (Франкфурт) в 2004, 2007 и 2016 годах[103][104].
  - Мясокомбинат. Упоминается в 1947 году[105]
- Мебельная промышленность:
  - «Будённовская мебельная компания» (производство корпусной мебели различного назначения).
  - «Меридиан» (производство пружинных матрасов).
- Машиностроение:
  - ОАО «Будённовский машиностроительный завод» (производство силовых агрегатов, запчастей сельскохозяйственной техники; сборка вагон-домов, автобусов и др. самоходных машин). Основан в 1956 году[источник не указан 2560 дней].

ЖКХ
В 2007 году жилищно-коммунальный комплекс г. Будённовска составляют 7 предприятий, на которых работают около 1700 человек. Среднегодовой объём производства работ и услуг — около 900 млн рублей.
Жилой фонд
На обслуживании «Жилищно-эксплуатационного треста» находится 274 жилых дома, общей площадью 563 тыс. м².
Будённовск делится на районы старой, преимущественно одноэтажной, застройки (исторический центр города) и современные районы многоэтажных домов — Западный район, микрорайоны № 1, 3, 6, 7, 7/1, 8, микрорайон «Северный».
По итогам Всероссийского конкурса за 2007 год на лучшую организацию сферы жилищно-коммунального хозяйства по эффективности работы в новых экономических условиях, «Жилищно-эксплуатационный трест» г. Будённовска признан лучшим в крае и был награждён дипломом Росстроя России.
Благоустройство
Благоустройством, озеленением и санитарной очисткой города занимается муниципальное предприятие «Комбинат благоустройства». Разработаны генеральная схема очистки города Будённовска, проект экономического обоснования по реконструкции существующей городской свалки в полигон утилизации твёрдых бытовых отходов.
- Общегородские акции: «Посади дерево», «Чистый дом, чистая улица, чистый город», молодёжный экологический десант на оз. Светлуха и озере Буйвола
- Конкурсы: «Дом образцового содержания», «Предприятие образцового содержания»
- Посажено деревьев и кустарников — 4200
- Создан и развивается дендро-питомник[106]

Транспорт и дороги
Город расположен на автодорогах Р266 (Светлоград — Благодарный — Будённовск) и Р263 (Георгиевск — Будённовск — Кочубей).
Автобусное сообщение имеется на городском маршруте № 4. Микроавтобусы обслуживают маршруты № 1, № 2, № 4, № 4а, № 5, № 5а, № 6, № 7, № 8, № 17. Маршруты в мкр. Северный (через в/ч № 205) № 11, № 11а.
Пригородные маршруты — № 101 (в с. Покойное), № 102 (в с. Прасковея), № 103 (в с. Орловка), № 113 (в с. Архангельское и с. Стародубское), № 121 (в дачный посёлок), № 123 (в с. Виноградное).
Железнодорожный транспорт представлен пригородным сообщением по маршруту Будённовск — Минеральные Воды — Будённовск.
Имеются две железнодорожные станции: Будённовск I и Будённовск.
Электроснабжение
- Теплоэлектростанция мощностью 135 мегаватт. Открыта в июне 2015 года. Электрическая мощность парогазовой установки составляет 135 МВт, тепловая — 40 Гкал/час. Годовая выработка электроэнергии 1053 млн кВт/ч.[107]
- муниципальное унитарное предприятие «Горэлектросеть», которое включено в рейтинг лучших предприятий ЖКХ края и награждено Дипломом Министерства ЖКХ, строительства и архитектуры Северного Кавказа
- Подстанция 500 кВ «Будённовск» установленной мощностью 1002 МВА. Введена в эксплуатацию в 1997 году. Обеспечивает электроснабжение крупных промышленных потребителей региона, в том числе ОАО «Будённовский машиностроительный завод», ГУП «Прикумская опытно-селекционная станция»[108]

Теплоснабжение
Теплоснабжение объектов города обеспечивает Будённовский филиал государственного унитарного предприятия «Крайтеплоэнерго».
- Количество котельных — 21.
- Количество центральных тепловых пунктов — 5.
- Протяжённость тепловых сетей — 36 км.

Водоснабжение
Обеспечивает Будённовский «Горводоканал».
- Отпущено питьевой воды потребителям — около 3 млн м³.
- Отпущено технической воды — 77 тыс. м³.
- Протяжённость линий транспортировки и распространения воды — 215 км.
- Протяжённость канализационных сетей — 100 км.

Газоснабжение
Обслуживание населения осуществляет ОАО «Будённовскгазпромбытсервис».
- Число абонентов — 22 тыс.(из них льготников — 9 тыс.)
- Отпущено природного газа потребителям — более 150 млн м³.

Банки и филиалы
- Сбербанк
- Россельхозбанк
- ВТБ 24
- Коммерческий Банк Прикумье[109]
- Ставропольпромстройбанк
- Московский Индустриальный Банк
- Русский Стандарт
- Торгово-промышленная палата Ставропольского края[110]

Гостиницы
- Асгард
- Мишель[111]
- Невский[112]
- Старый город
- Фортуна[113]

## Военные объекты
В микрорайоне «Северный» города проживают военнослужащие штурмового, вертолётного полка и отдельного батальона связи. В 1997 году выведена из Чечни мотострелковая бригада в/ч 74814 205-я отдельная мотострелковая казачья бригада. Расквартирована по улице 850-летия Москвы по соседству с микрорайоном Северным. Северо-западнее Будённовска находится военный аэродром «Будённовск». Также на территории 205-й бригады с лета 2012 года находится в/ч 11384 (ранее находилась в г. Прохладном).

## Разное
В честь города назван ракетный катер «Будённовск».

## Люди, связанные с городом
- Н. Е. Балло — Герой Социалистического Труда[115].
- Едаменко Владимир Евгеньевич (1978—2008) — Герой Российской Федерации, похоронен в городе Будённовске
- В. Н. Полющенко — Герой Социалистического Труда[115].

Почётные граждане города Будённовска
В период с 1981 по 2011 год звание присвоено 39 гражданам, в том числе:
- Борисюк Сергей Константинович — лётчик, Герой Российской Федерации (1996),
- Ю. М. Лужков («за большой личный вклад в восстановление и строительство объектов здравоохранения города, разрушенных в результате террористического акта в июне 1995 года»),
- Г. В. Мовсесян («за большой личный вклад в развитие искусства и создание песни „Будённовцы нигде не подведут“»),
- Петров Глеб Иоанникиевич (1915—2012) — учёный-селекционер, награждён орденами Ленина, Трудового Красного Знамени, бронзовой медалью ВДНХ, лауреат премии Совмина СССР за участие в разработке системы сухого земледелия, автор многих сортов пшеницы и ячменя на Прикумье, создатель Прикумского филиала СНИИСХ[68][78]
- Струкова Валентина Фёдоровна (4.12.1935) — ткачиха Будённовской лентоткацкой фабрики[78]
- В. С. Черномырдин.
- Шакун Иван Гаврилович (1923—2008, Будённовск), участник Великой Отечественной войны 1941—1945 гг., основатель и первый директор краеведческого музея Будённовска[118]

## Памятники
- Городище «Маджары». 13-14 века[119]
- Дом, в котором в 1917—1918 гг помещался уездный комитет РКП(б). 1897 год[120]
- Могила И. А. Кочубея, героя гражданской войны. 1920 год[121]
- Братская могила красных партизан, погибших за власть советов. 1918, 1925 года[122]
- Обелиск на месте казни героя гражданской войны И. А. Кочубея (1893—1919). 1940, 1957 года[123]
- Могила начальника станции Шлорева и дежурного по станции Крохотова, погибших в боях с фашистами. 1942, 1952 года[124]
- Братская могила мирных жителей, замученных в застенках гестапо. 1942—1943, 1952 года[125]
- Братская могила воинам Советской армии и рабочим хлопкозавода, погибшим при бомбардировке немецко-фашистской авиацией. 1945 год[126]
- Памятник В. И. Ленину. 1946 год[127]
- Памятник В. И. Ленину. 1946 год[128]
- Скульптура героя гражданской войны И. А. Кочубея. 1957 год[129]
- Памятник советским воинам, погибшим в годы Великой Отечественной войны 1941—1945 гг. 1967 год[130]
- Памятник А. С. Пушкину. 1961 год[131]
- Бюст С. М. Будённого. 1977 год[132]
- Обелиск во дворе школы № 19[133]

## Кладбища
- Кладбища № 1 (общественное закрытое), № 2 и № 4 (общественные открытые). Общая площадь участков (вместе с кладбищем № 3 посёлка Доброжеланный) составляет 1,03 км²[134].

## Спорт
- Футбольная команда «Дружба». Чемпион Ставропольского края по футболу 1994 года[135]
- Футбольная команда «Жемчужина». Чемпион Ставропольского края по футболу 2000 года[135]
- Регулярно проводится чемпионат Ставропольского края по автокроссу, посвящённый памяти майора В. Е. Едаменко
- Алексей Дронов — чемпион России по боксу среди юношей 2012 года[136], чемпион летних юношеских Олимпийских игр 2018[137]
- Яхт-клуб «Ника»
- Спортивно-тренировочный центр «Лукоморье»

## Города-побратимы
- 1992 — Кизляр (Россия, Дагестан).[138]
- 1996 — Маршалтаун (штат Айова, США).[139]
- Георгиевск (Россия, Ставропольский край)[140].
- 2002 — Тверь (Россия)[141].
- 2002 — сербский анклав Косовска-Митровица, Косово[142][143]

## Легенды
- В начале XIX века шедшие мимо храма Св. Георгия по дороге на Астрахань чумаки (торговцы), смеха ради привязали к верёвке церковного колокола за хвост бродячую собаку, которая метаясь, подняла трезвон. После чего возникло предсказание о будущем поругании святыни. Храм был снесён в 1935 году при Советской власти, на его месте открыт ресторан «Кавказ», который затем стал культовым зданием «Свидетелей Иеговы»[144].
- В начале XX века от большевиков были спрятаны сокровища монастыря в одном из его подземелий[145].
- С разрушенным большевиками храмом во имя Христа Спасителя, на месте которой разбит сквер «Улыбка» и фонтан, связана следующая легенда: «В ясную погоду, если заглянуть в фонтан, когда там есть вода, то можно увидеть отражение Ангела. И он даже может улыбнуться людям, которые помнят о Храме Божьем, стоявшем на этом месте (…) Но открывается сей Лик светлый лишь только детям, которым ещё нечего забывать, или очень добрым и верующим людям…»[146]

## Проблемы
- Вода озера Буйвола, находящегося в черте города, регулярно загрязняется нефтепродуктами и фенолами, превышены нормы содержания тяжёлых металлов. Наблюдаются массовые вспышки популяции водорослей, чьи колонии покрывают мелководье сплошными зарослями, делая побережья фактически непригодными для купания. В нулевые годы компания «Лукойл» была заинтересована в химической очистке озера для забора воды в промышленных целях, однако дальше слов дело не дошло[147].
- Земля, где находится памятник истории и культуры федерального значения «Городище Маджары» в настоящее время принадлежит не государству, а местному сельхозпредприятию: частично является пашней, а частично пустует. При этом скрытые неглубоко артефакты подвергаются расхищению мародёрами, что вызывает серьёзные опасения за судьбу ценного археологического объекта[148].